# Hillersleben
Hillersleben es un pueblo y antiguo municipio en el distrito de Börde en Sajonia-Anhalt, Alemania. Un gran campo de maniobras de artillería operó allí de 1934 a 1945. Desde el 1 de enero de 2010, Hillersleben es parte del municipio de Westheide.